# ATAPI
ATAPI（ATA Packet Interface）是一種ATA協定，允許使用ATA連接到更多的周邊裝置，不僅限於連接硬碟。
ATA的設計原本只允許用來連接硬碟。SFF協會（Small Form Factor Committee）提出了ATAPI，增加了一些功能。例如光碟機需要一個"media eject"指令來檢查光碟是否已插入，這在原有的ATA協定並不提供。
ATAPI於1998年成為ATA協定的一部份，編號和名稱為INCITS 317-1998, AT Attachment with Packet Interface Extension (ATA/ATAPI-4)。